# Stockbach (Wipper)
Der Stockbach ist ein Bach im Landkreis Mansfeld-Südharz.

## Verlauf
Er entspringt westlich von Greifenhagen aus einem Rohr an einem Feldrand und bildet im folgenden Verlauf die Grenze zwischen Feldern. Hier sind kleine Löcher im Boden zu finden, aus denen Plätschern zu hören ist. Die Landschaft im Oberlauf fällt schnell ab, ein weiterer kurzer Bach mündet dann ein. Dann passiert er die Wüstung Stockdorf. Vor der Brücke der Straße von Leimbach nach Ritterode beginnen neben dem Bach mehrere Rinnsale, die zusammen- und auseinanderfließen, bis sie schließlich in den Stockbach münden. Im folgenden windet er sich häufig und fließt über viele kleine Wasserfälle durch einen Wald mit viel Bruchholz. Linksseitig erkennt man Überflutungsschäden. Dann fließt er an einem Felsen vorbei und unter der 2005 gebauten Stockbachbrücke der Bundesstraße 180 hindurch. In Großörner mündet er in die Wipper.